# Заслуженный учитель Российской Федерации
«Заслу́женный учи́тель Росси́йской Федера́ции» — почётное звание, входящее в систему государственных наград Российской Федерации.

## Основания для присвоения
Звание «Заслуженный учитель Российской Федерации» присваивается высокопрофессиональным учителям и преподавателям общеобразовательных школ, колледжей, лицеев, гимназий, учреждений начального образования и институтов подготовки и повышения квалификации работников образования за личные заслуги:
- в педагогической деятельности, обеспечивающей получение обучающимися и воспитанниками высококачественного общего образования;
- в выявлении и развитии индивидуальных способностей обучающихся и воспитанников, раскрытии их научного и творческого потенциала;
- в подготовке победителей региональных, всероссийских и международных олимпиад;
- в научно-методическом и методологическом совершенствовании образовательного процесса и образовательных стандартов, в создании инновационных учебно-методических пособий, программ и авторских методик;
- в подготовке и переподготовке квалифицированных педагогических кадров.

Почётное звание «Заслуженный учитель Российской Федерации» присваивается, как правило, не ранее чем через 20 лет с начала преподавательской деятельности и при наличии у представленного к награде лица отраслевой награды (почётный знак, отраслевое почётное звание или медаль К. Д. Ушинского) федерального органа государственной власти или органов государственной власти субъектов Российской Федерации.

## Порядок присвоения
Почётные звания Российской Федерации присваиваются указами Президента Российской Федерации на основании представлений, внесённых ему по результатам рассмотрения ходатайства о награждении и предложения Комиссии при Президенте Российской Федерации по государственным наградам.

## История звания
Почётное звание «Заслуженный учитель Российской Федерации» установлено Указом Президента Российской Федерации от 30 декабря 1995 года № 1341 «Об установлении почётных званий Российской Федерации, утверждении положений о почётных званиях и описания нагрудного знака к почётным званиям Российской Федерации» взамен предшествующего «Заслуженный учитель школы РСФСР», существовавшего с 1940 года. Тем же указом утверждено первоначальное Положение о почётном звании, в котором говорилось:
Почётное звание «Заслуженный учитель Российской Федерации» присваивается высокопрофессиональным учителям, преподавателям, воспитателям и другим работникам дошкольных учреждений, общеобразовательных учреждений всех видов, учреждений дополнительного (внешкольного) образования, детских домов, учреждений начального, среднего профессионального образования, учреждений высшего педагогического образования, институтов повышения квалификации работников образования, органов управления образованием, научно-исследовательских институтов системы образования за заслуги в педагогической и воспитательной деятельности, обеспечивающей получение обучающимися и воспитанниками глубоких знаний, развитие и совершенствование их творческого потенциала, в создании инновационных учебно-методических пособий, программ, авторских методик, участии в научно-методическом обеспечении образовательного процесса и работающим по специальности 15 и более лет.
В настоящем виде Положение о почётном звании утверждено Указом Президента Российской Федерации от 7 сентября 2010 года № 1099 «О мерах по совершенствованию государственной наградной системы Российской Федерации».

## Нагрудный знак
Нагрудный знак имеет единую для почётных званий Российской Федерации форму и изготавливается из серебра высотой 40 мм и шириной 30 мм. Он имеет форму овального венка, образуемого лавровой и дубовой ветвями. Перекрещенные внизу концы ветвей перевязаны бантом. На верхней части венка располагается Государственный герб Российской Федерации. На лицевой стороне, в центральной части, на венок наложен картуш с надписью — наименованием почётного звания.
На оборотной стороне имеется булавка для прикрепления нагрудного знака к одежде. Нагрудный знак носится на правой стороне груди.

## Переходный период
В России до принятия Указа Президента Российской Федерации от 30 декабря 1995 года № 1341 действовали правовые акты об установлении почётных званий РСФСР. После изменения наименования государства с «Российская Советская Федеративная Социалистическая Республика» на «Российская Федерация» (см. Закон РСФСР от 25 декабря 1991 года № 2094-I) в названиях всех почётных званий наименование «РСФСР» было заменено словами «Российской Федерации», таким образом, с 1992 года до 1996 года производилось присвоение однотипного почётного звания РСФСР, существовавшего с 1940 года, с тождественным современному наименованием «Заслуженный учитель школы Российской Федерации».

## Дополнительные поощрения награждённым
Согласно Федеральному закону РФ «О ветеранах» и принятым в его развитие подзаконным актам награждение почётным званием «Заслуженный учитель Российской Федерации» при наличии соответствующего трудового стажа или выслуги лет даёт право присвоения награждённому звания «Ветеран труда».